# Stormcrow
Stormcrow es el segundo álbum de estudio de la banda finlandesa de power metal melódico Cain's Offering. El disco está compuesto por 11 canciones y (12 en la edición japonesa del disco). El álbum entró en le puesto número 12 en Finlandia y se mantuvo en esa posición por una semana. En este disco ya no cuentan con los integrantes Mikko Harkin y Jukka Koskinen en su lugar se les une Jens Johansson de Stratovarius en los teclados y Jonas Kuhlberg en el bajo. El disco salió a la venta el 15 de mayo de 2015 en Europa por el sello discográfico Frontiers Records. El 15 de abril se publicó el primer sencillo por Frontiers Records, "I Will Build You A Rome" seguido por el tema homónimo del disco publicado el 22 de abril "Stormcrow". El 26 de febrero de 2016 nuevamente se lanzó el disco con tres canciones más para celebrar el primer tour de la banda en Japón interpretadas por Jani Liimatainen. 

## Lista de canciones
1. "Stormcrow" - 6:16
2. "The Best Of Times" - 4:33
3. "A Night To Forget" - 4:27
4. "I Will Build You A Rome" - 4:42
5. "Too Tired To Run" - 6:14
6. "Constellation Of Tears" - 5:32
7. "Antemortem" - 5:18
8. "My Heart Beats For No One" - 4:37
9. "I Am Legion" (Instrumental) - 6:00
10. "Rising Sun" - 5:40
11. "On The Shore" - 4:22
12. "Child Of The Wild" (Japanese Bonus Track) - 5:23
13. "I Will Build You A Rome" (Demo) (Japanese Bonus Track) - 4:36 (2016)
14. "The Best Of Times" (Demo) (Japanese Bonus Track) - 4:36 (2016)
15. "Child Of The Wild" (Demo) (Japanese Bonus Track) - 5:23 (2016)

- Todas las canciones fueron escritas y compuestas por Jani Liimatainen
- Excepto "On The Shore" fue escrita y compuesta por Jani Liimatainen y Timo Kotipelto
- La canción "Child Of The Wild" fue escrita por Jani Liimatainen y compuesta por Jani Liimatainen y Timo Kotipelto

## Miembros
- Timo Kotipelto – Voz
- Jani Liimatainen – Guitarra y voz en (canciones 13,14 y 15)
- Jani Hurula – Batería
- Jonas Kuhlberg – Bajo
- Jens Johansson – Teclado, piano
- Petri Aho - Vocal de fondo
- Antti Railio - Vocal de fondo

## Posicionamiento
| Listas (2015)        | Posición |
| -------------------- | -------- |
| Finnish Albums Chart | 12       |